# Chen Zihe
Chen Zihe, född 29 februari 1968 i Kina, är en kinesisk bordtennisspelare som tog OS-silver i damdubbel i Barcelona år 1992 tillsammans med Gao Jun.